# Campo da Aclamação
 (novembre 2019).
Si vous disposez d'ouvrages ou d'articles de référence ou si vous connaissez des sites web de qualité traitant du thème abordé ici, merci de compléter l'article en donnant les références utiles à sa vérifiabilité et en les liant à la section « Notes et références ».
Campo de Santana ou Praça da República (Place de la République), autrefois connu aussi sous la dénomination de Campo da Aclamação (Champ de l’Acclamation) est l'un des plus anciens parcs de la ville de Rio de Janeiro, au Brésil. I
Il date de la période coloniale. 

## Description
Situé dans le centre historique de la ville, il est bordé d'anciens bâtiments rappelant l'histoire du Brésil comme : l'ancien Sénat , l'ancien palais de la maison de la Monnaie (actuel siège des Archives Nationales du Brésil), la maison du Maréchal Deodoro da Fonseca, le panthéon du Duc de Caxias.
Au cours du temps, cet espace vert a subi plusieurs changements. Le plus célèbre, qui imprima les caractéristiques générales subsistant encore aujourd'hui malgré des transformations postérieures, fut le projet dirigé  par le paysagiste français Auguste François Marie Glaziou pendant le règne de Pedro II. Ce projet fut également mené par un autre paysagiste français, Paul Villon, responsable des rocailles,. 
Le parc est habité par des agoutis, l'une des animaux caractéristiques les plus marquants du Campo de Santana .

## Galerie

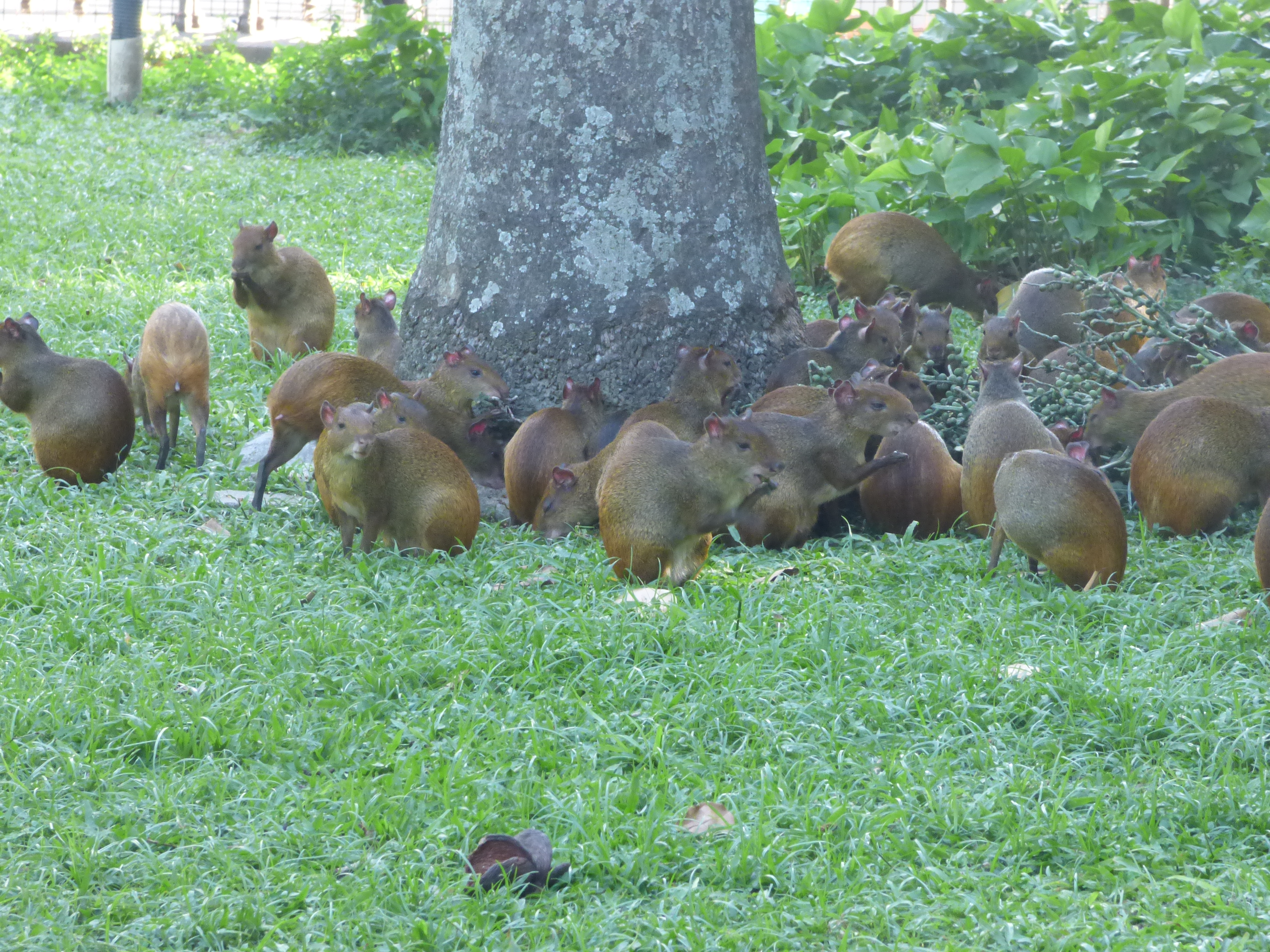
Agoutis (en portugais cutia) au Campo de Santana ou Praça da República. Ce mammifère terrestre d'Amérique tropicale est l'une des característiques les plus célèbres de ce parc.
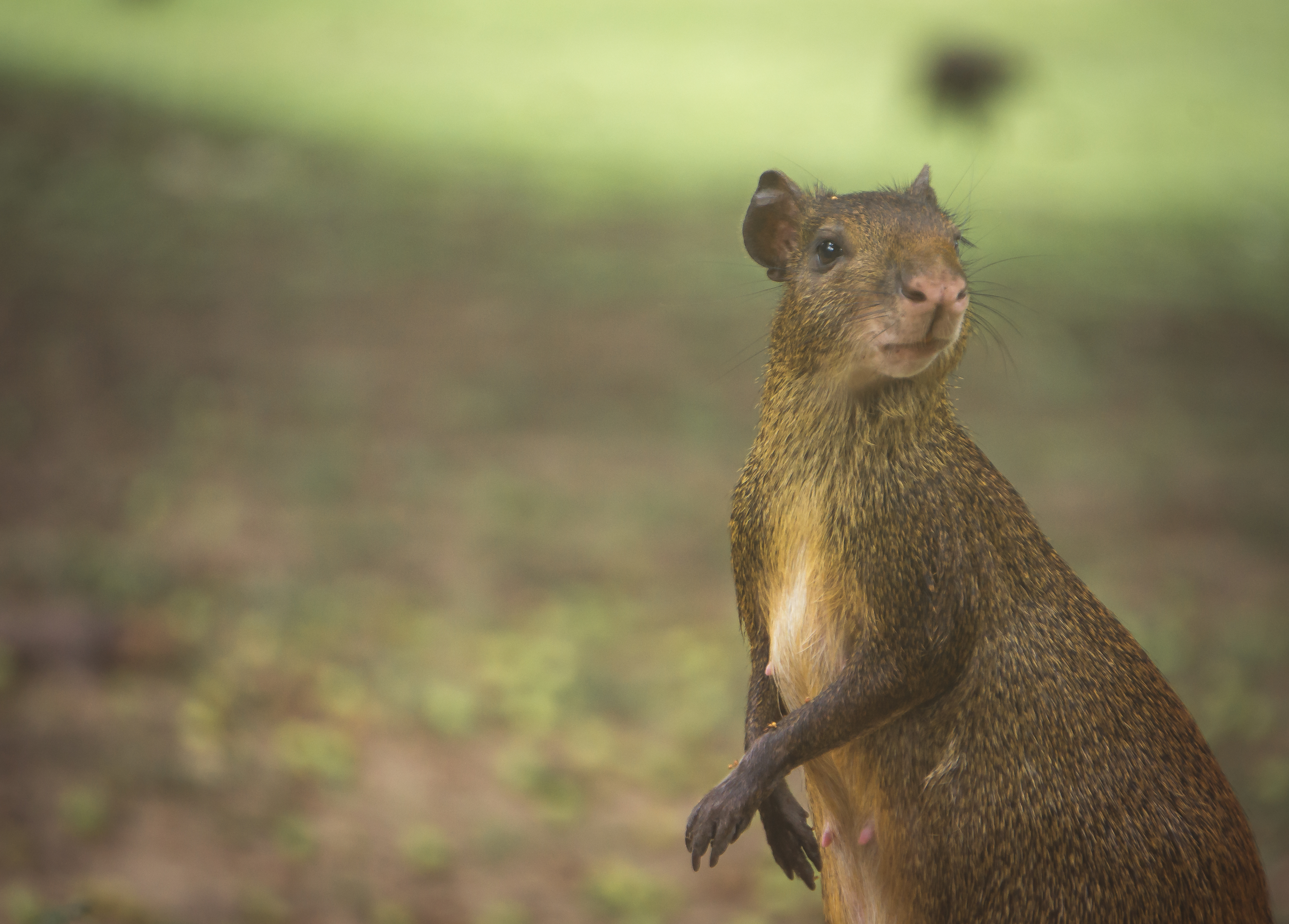
Agouti au campo de Santana ou Praça da República à Rio de Janeiro au Brésil
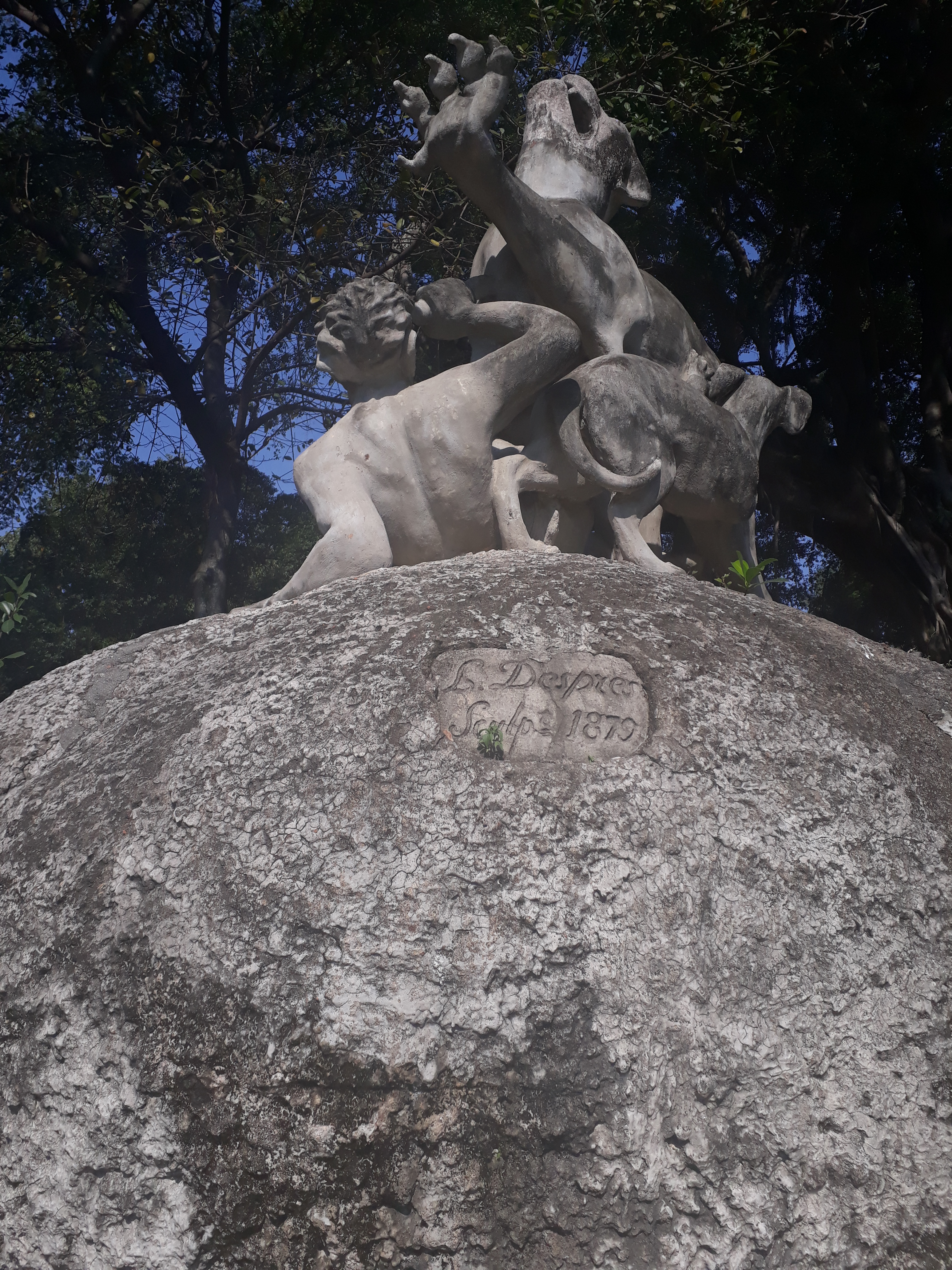
Sculpture sur rocaille de ciment au Campo de Santana, à Rio de Janeiro, au Brésil, éléments originaires du projet de Glaziou au XIXe siècle.
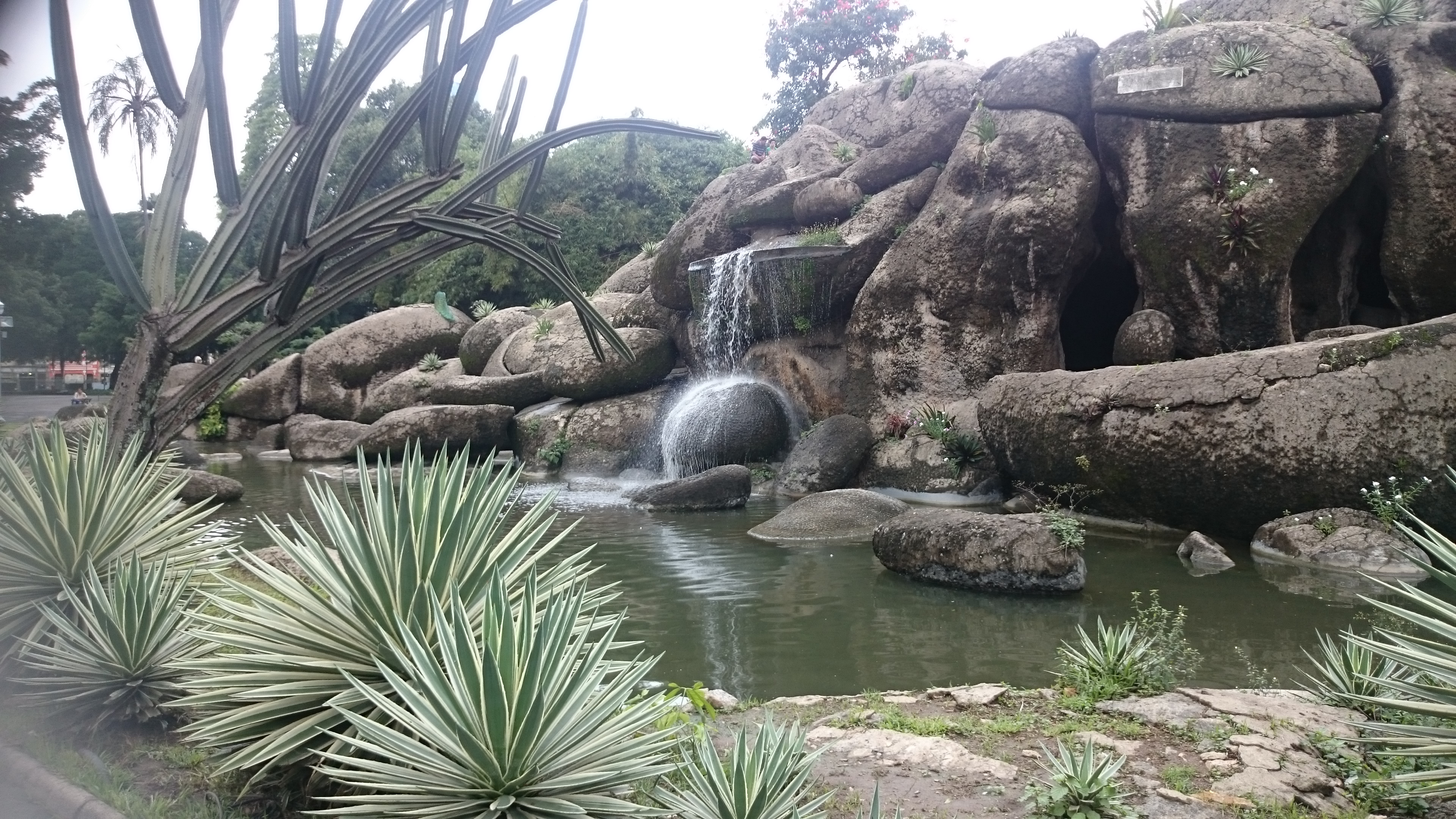
Grotte en rocaille en ciment au Campo de Santana ou Praça da República à Rio de Janeiro au Brésil
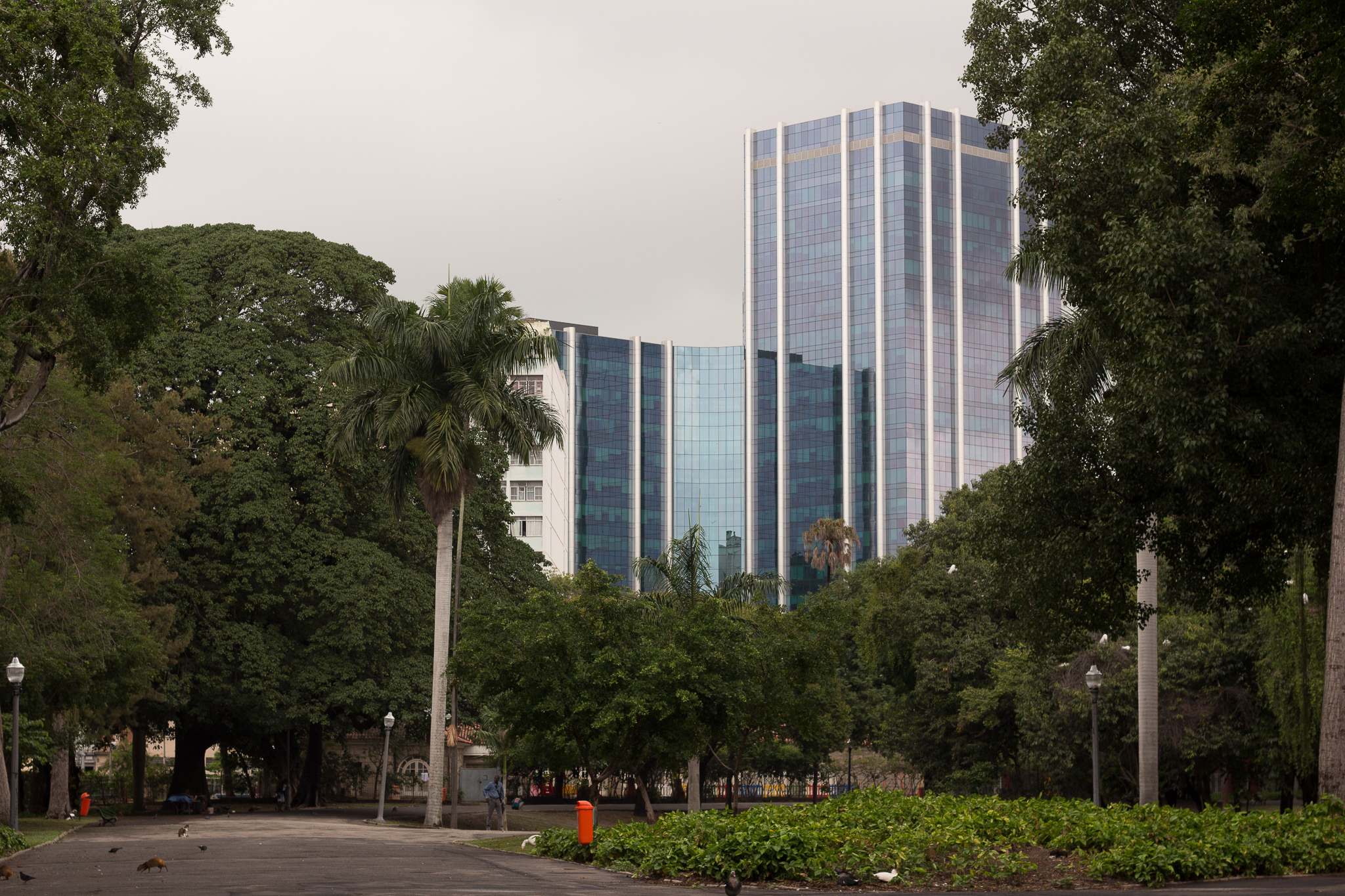
Campo de Santana ou Praça da República à Rio de Janeiro au Brésil
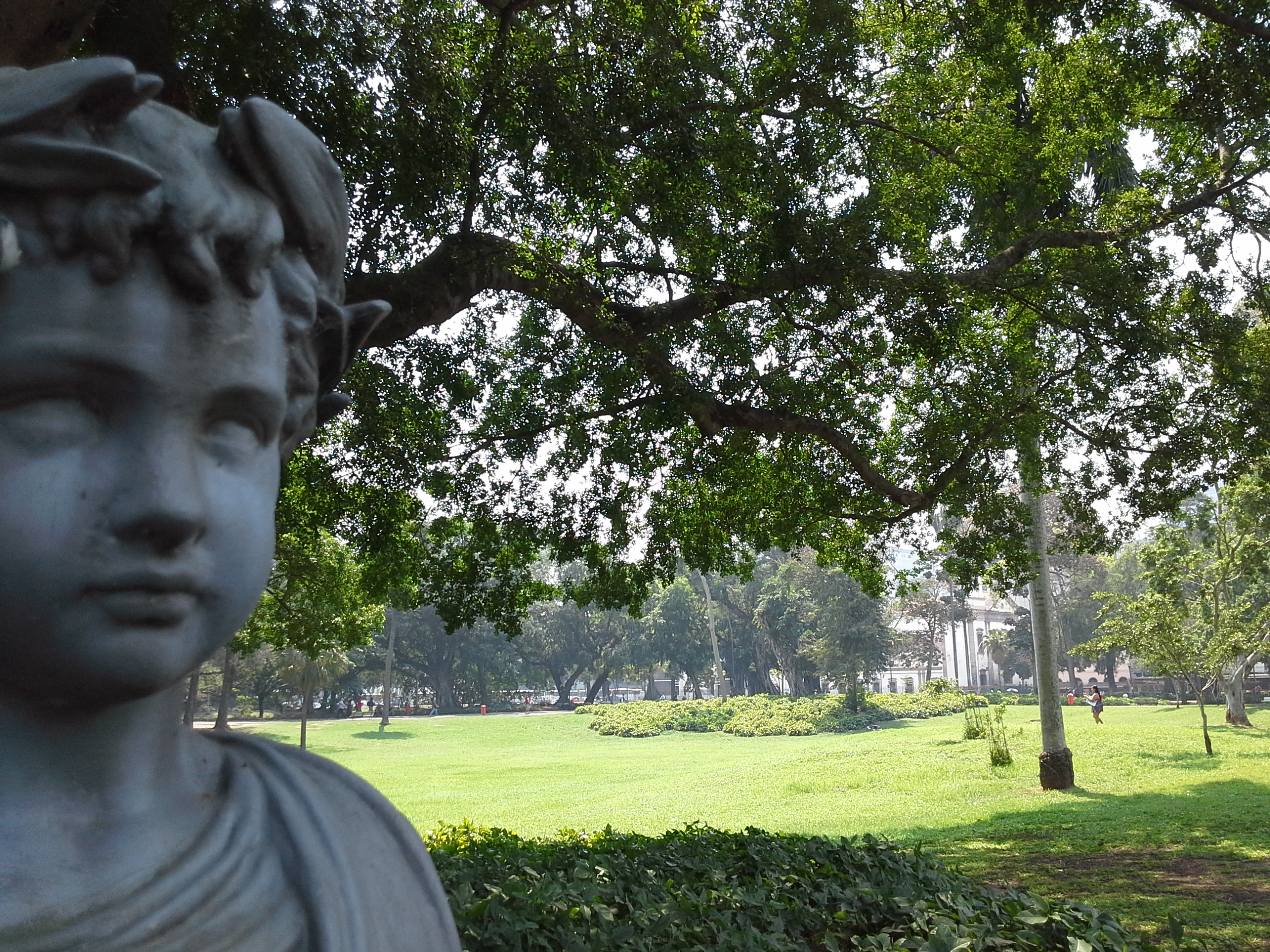
Campo de Santana ou Reaça da República à Rio de Janeiro au Brésil